# Sxerbatovka
Sxerbatovka (en rus: Щербатовка) és un poble de l'óblast de Riazan, a Rússia, segons el cens del 2010 tenia 155 habitants.